# Zubiena
Zubiena är en ort och kommun i provinsen Biella i regionen Piemonte i Italien. Kommunen hade 1 148 invånare (2018).